# Castel Ivano
Castel Ivano est une commune italienne d'environ 3 300 habitants située dans la province autonome de Trente dans la région du Trentin-Haut-Adige dans le nord-est de l'Italie. Elle est issue de la fusion de Ivano-Fracena, Spera, Strigno et Villa Agnedo le 1er janvier 2016.
Les communes limitrophes sont  Asiago, Bieno, Castelnuovo, Ospedaletto, Pieve Tesino, Samone et Scurelle.